# Eeke van Nes
Eeke van Nes (née le 17 avril 1969 à Delft) est une rameuse néerlandaise. Elle est la fille du rameur Hadriaan van Nes et de la rameuse Meike de Vlas.

## Biographie

### Palmarès

#### Aviron aux Jeux olympiques
- 1996 à Atlanta,  États-Unis
  -  Médaille de bronze en deux de couple
- 2000 à Sydney,  Australie
  -  Médaille d'argent en deux de couple
- 2000 à Sydney,  Australie
  -  Médaille d'argent en huit[1]

#### Championnats du monde d'aviron
- 1995 à Tampere,  Finlande
  -  Médaille de bronze en quatre de couple
- 1995 à Tampere,  Finlande
  -  Médaille d'argent en deux de couple
- 1998 en Cologne,  Allemagne
  -  Médaille d'argent en deux de couple
- 1999 à Saint Catharines,  Canada
  -  Médaille de bronze en deux de couple